# Entoloma subg. Leptonia
Entoloma subg. Leptonia, auch Zärtlinge genannt, ist eine Untergattung aus der Gattung der Rötlinge, die in die vier Sektionen Cyanula, Griseorubida, Leptonia und Rhamphocystotae sowie mehrere Untersektionen und Stirpse gegliedert ist.
Die Typusart ist der Veilchen-Zärtling (Entoloma euchroum).

## Merkmale
Die Untergattung Leptonia besteht aus Arten mit rüblings-, seltener helmlings- und nabelingsartigen Fruchtkörpern. Der Hut ist in der Regel nicht deutlich hygrophan sowie faserig, filzig oder schuppig strukturiert. Die Hutdeckschicht (Pileipellis) ist zumindest im Zentrum ein Trichoderm, Hymeniderm oder ein Übergang zwischen beiden Arten. Am Rand ist der Aufbau eine Cutis aus liegenden Pilzfäden (Hyphen) oder ein Übergang zwischen einer Cutis und einem Trichoderm. Das Pigment ist meist intrazellulär, seltener auch inkrustierend. Schnallen an den Querwänden (Septen) der Hyphen sind entweder vorhanden oder fehlen.

## Systematik

### SektionCyanula
Diese Sektion umfasst die „klassischen“ Leptonien mit überwiegend freudig gefärbten Fruchtkörpern auf Magerrasen, die manchmal mit Saftlingen vergesellschaftet sind. Die Gruppe ist artenreich und die einzelnen Taxa sind bisweilen schwierig voneinander abzugrenzen. Eine erfolgreiche Bestimmung setzt oft eine Kollektion schöner, frischer Exemplare voraus. Besonderes Augenmerk ist auf etwaige Farbänderungen zu legen. Ein wichtiges mikroskopisches Merkmal innerhalb dieser Sektion ist das Vorhandensein zahlreicher lichtbrechender Körnchen in den Hyphen der Trama. Diese von Romagnesi als „granules brilliantes“ bezeichneten Körnchen behindern manchmal eine genaue Untersuchung der Tramastruktur. Die Sektion Cyanula ist in etliche Stirpse gegliedert.

#### StirpsAnatinum

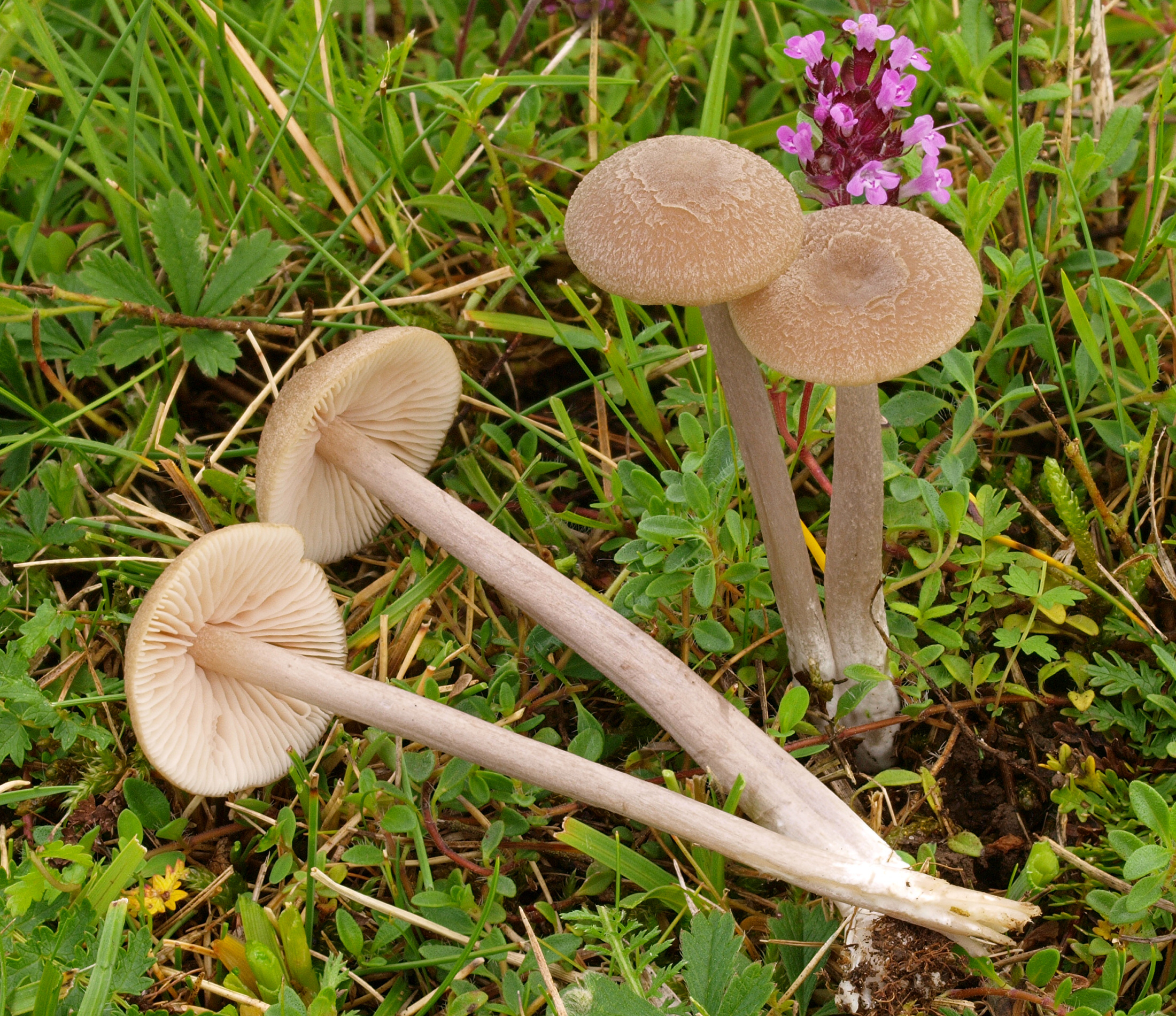
Graulilastieliger Zärtling
(Entoloma griseocyaneum)

Charakteristisch für die Fruchtkörper dieser Gruppe sind braune, graue, rot-braune oder schwärzlich-braune Hüte, die auch in jungem Stadium keine blauen oder violetten Töne aufweisen. Eine durchscheinende Riefung fehlt entweder oder ist auf den Rand beschränkt. Die Hutoberfläche zeigt eine vollständig filzige, schuppige oder sparrige Struktur. Die Rinde des grau-blau, blau oder violett gefärbten Stiels ist faserig bis schuppig beschaffen.
- Enten-Zärtling – Entoloma anatinum (Lasch 1829 : Fries 1832) Donk 1949
- Mattstieliger Zärtling – Entoloma coeruleoflocculosum Noordeloos 1985
- Graulilastieliger Zärtling – Entoloma griseocyaneum (Fries 1818 : Fries 1821) P. Kummer 1871
- Grobschuppiger Zärtling – Entoloma scabrosum (Fries 1838) Noordeloos 1985
  - Entoloma scabrosum var. microsporum E. Ludwig & Noordeloos 2007
- Königlicher Zärtling – Entoloma viaregale Noordeloos 1984

#### StirpsAsprellum

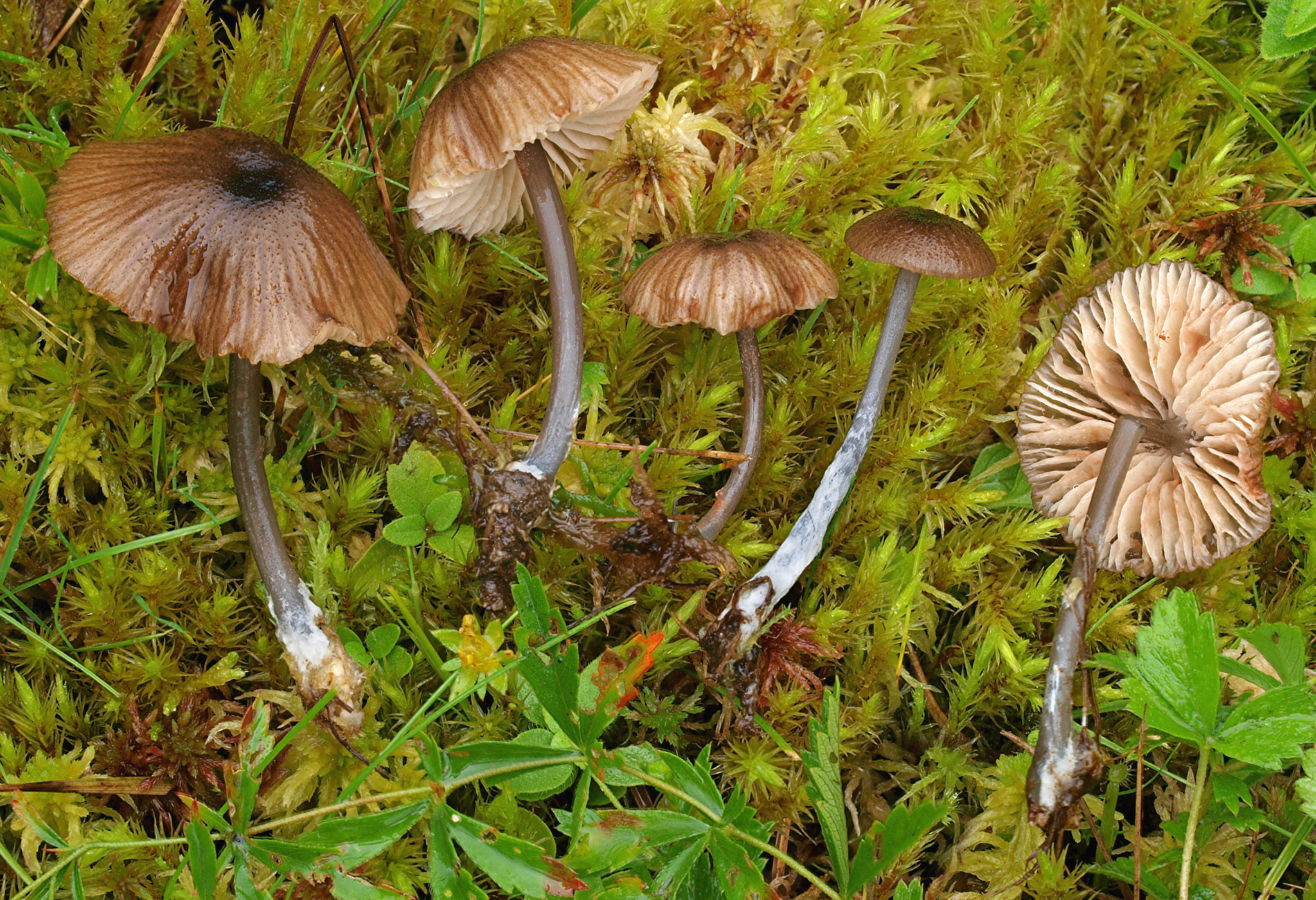
Stahlblaustieliger Rötling
(Entoloma asprellum)

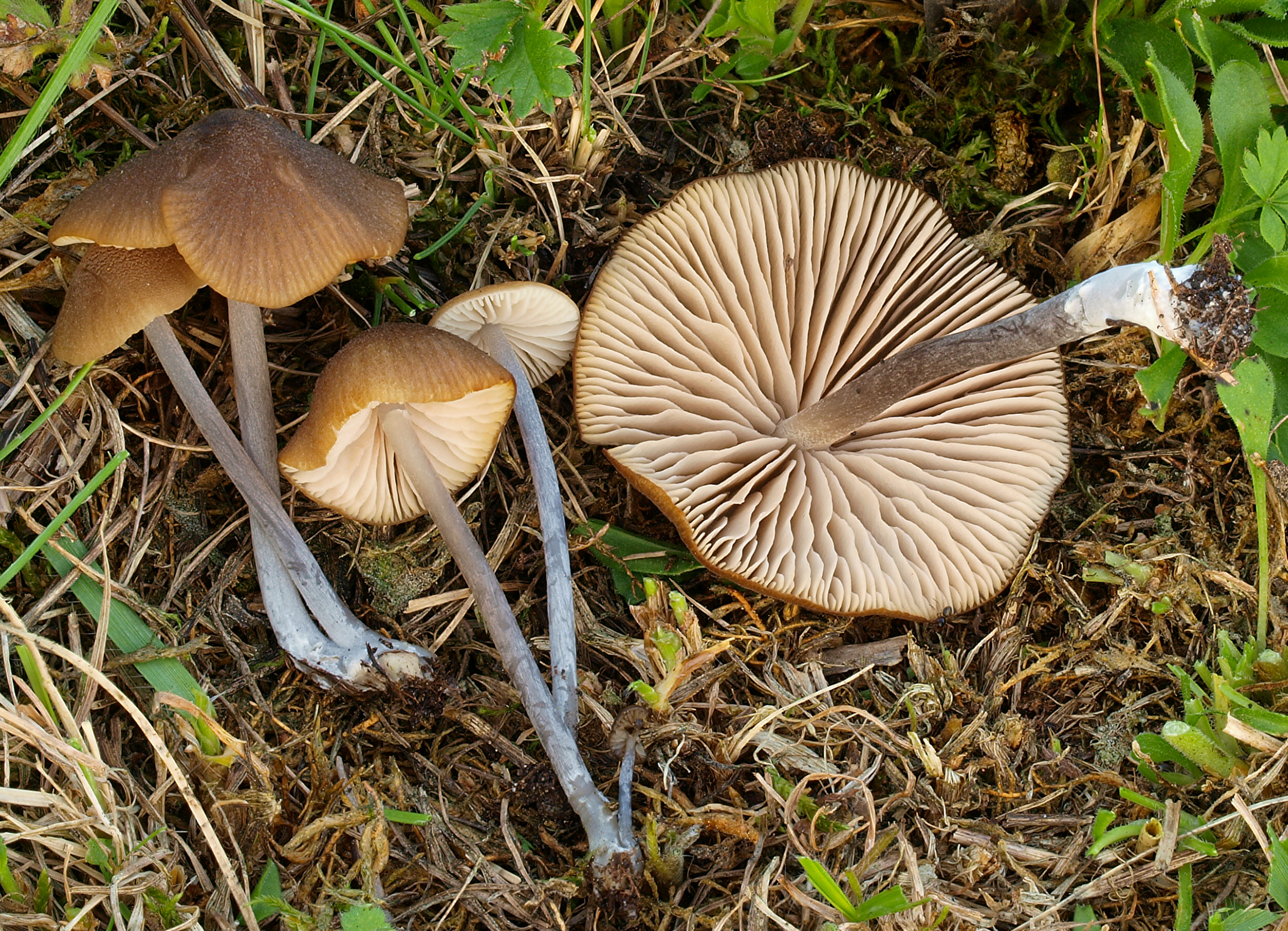
Montaner Blaustiel-Zärtling
(Entoloma sodale)

Typisch für diese Gruppe sind Fruchtkörper mit einem gelb-braunen, braunen, rötlich oder gräulich braunen Hut ohne blaue oder violette Töne. Der Hut ist deutlich durchscheinend gerieft, auch in jungen Stadien. Der polierte Stiel zeigt eine blaue, violette oder stahlblaue Farbe.
- Entoloma allospermum Noordeloos 1985
- Stahlblaustieliger Zärtling – Entoloma asprellum (Fries 1821 : Fries 1821) Fayod 1889
- Sperlings-Zärtling – Entoloma broesarpensis E. Ludwig & Noordeloos 2004
- Orangebrauner Zärtling – Entoloma fulvoviolaceum Noordeloos & Vauras 2004
- Buntstieliger Zärtling – Entoloma glaucobasis Noordeloos 1985
- Rötlichgrauer Zärtling – Entoloma huijsmanii Noordeloos 1984
- Starkriechender Zärtling – Entoloma lepiotosme (Romagnesi 1954) Noordeloos 1982
- Graublaustieliger Zärtling – Entoloma lividocyanulum Noordeloos 1984
  - Entoloma lividocyanulum var. lilacinum E. Ludwig 2007
- Entoloma mediterraneense Noordeloos & Hausknecht 2002
- Blaustrumpf-Zärtling – Entoloma mutabilipes Noordeloos & Liiv 1992
  - Entoloma mutabilipes f. acystidiatum E. Ludwig 2007
- Dreifarbiger Zärtling – Entoloma poliopus (Romagnesi 1954) Noordeloos 1979
  - Kleinsporiger Graustiel-Zärtling – Entoloma poliopus var. alpigenum (J. Favre 1955) Bon 1989
  - Entoloma poliopus var. discolor Noordeloos 1985
  - Entoloma poliopus var. parvisporigerum Noordeloos 1985
- Porphyr-Zärtling – Entoloma porphyrogriseum Noordeloos 1987
- Montaner Blaustiel-Zärtling – Entoloma sodale Kühner & Romagnesi 1954 ex Noordeloos 1982

#### StirpsChalybaeum
Der Stirps Chalybaeum enthält Arten mit Fruchtkörpern, deren Hut und Stiel eine blaue oder violette Farbe aufweisen. Junge Lamellen sind blau, dann auch pink getönt.
- Blaublättriger Zärtling – Entoloma chalybaeum (Fries 1818 : Fries 1821) Noordeloos 1982
  - Entoloma chalybaeum var. lazulinum (Fries 1838) Noordeloos 1984
- Gelbfüßiger Zärtling – Entoloma cruentatum (Quélet 1886) Noordeloos 1984
- Entoloma cyaneoviridescens (P.D. Orton 1960) Noordeloos 1984

#### StirpsCorvinum

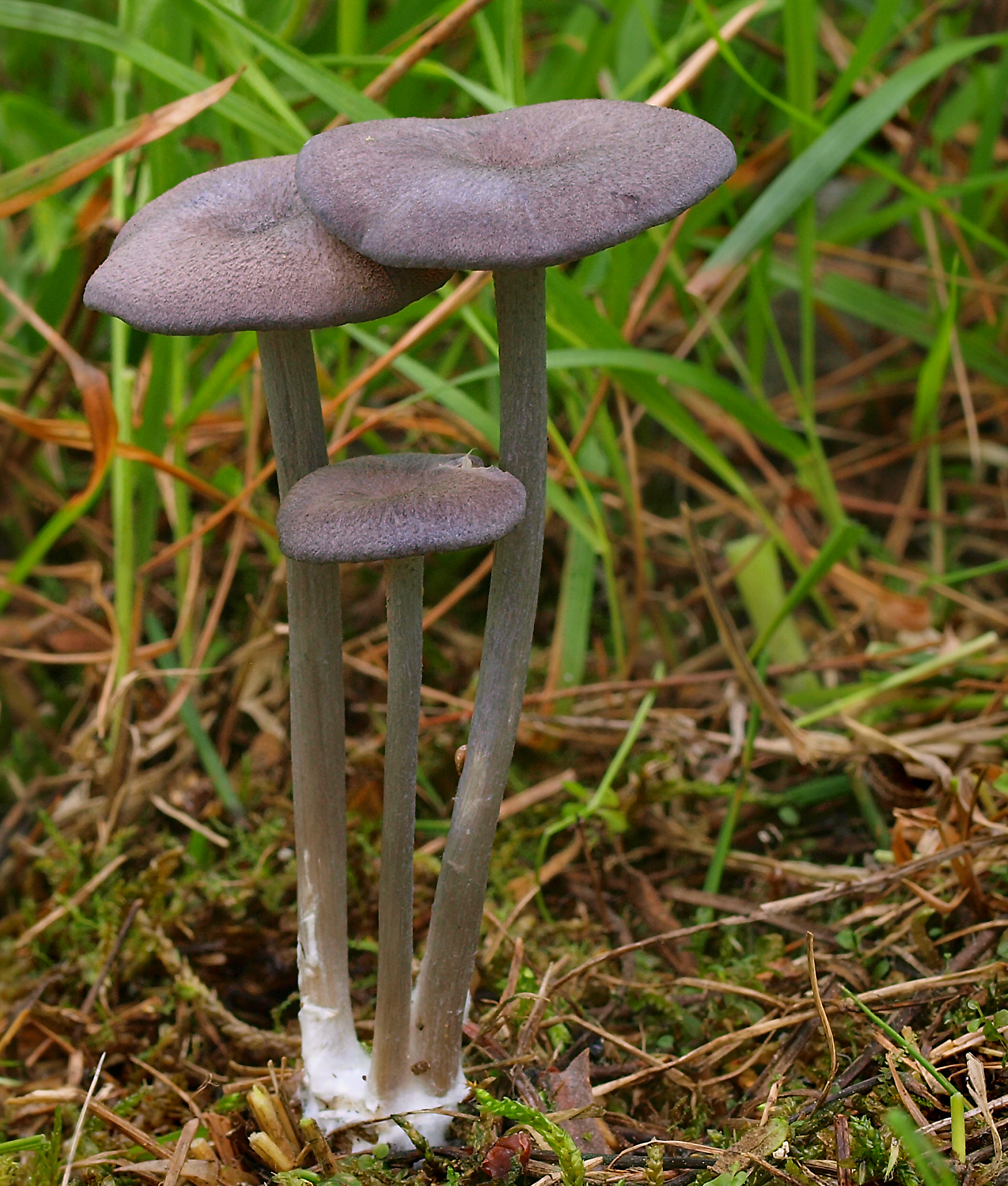
Schiefergrauer Zärtling
(Entoloma mougeotii)

Im Stirps Corvinum sind Arten mit Fruchtkörpern gruppiert, deren Hut und Stiel blau oder violett gefärbt sind. Der Hut zeigt in der Regel keine durchscheinende Riefung und besitzt eine mehr oder weniger vollständig filzige, faserig-schuppige oder sparrig-schuppige Oberfläche. Junge Lamellen sind weiß. Der Stiel ist poliert oder faserig, jedoch nie schuppig.
- Großsporiger Zärtling – Entoloma aethiops (Scopoli 1770) Hesler 1967
- Entoloma alvarense Noordeloos & Vauras
- Entoloma armoricanum Hériveau & Courtecuisse 1995
- Schwarzblauer Rötling – Entoloma atrocoeruleum Noordeloos 1987
- Mehrfarbiger Rötling – Entoloma caeruleum (P.D. Orton 1960) Noordeloos 1982
- Entoloma chalybescens Wölfel & Noordeloos 2001
- Rabenschwarzer Zärtling – Entoloma corvinum (Kühner 1954) Noordeloos 1982
- Sepiaschwarzer Zärtling – Entoloma melanochroum Noordeloos 1987
- Schiefergrauer Zärtling – Entoloma mougeotii (Fries 1873) Hesler 1967
  - Entoloma mougeotii var. fuscomarginatum Noordeloos 1987
- Schwarzvioletter Rötling – Entoloma nigroviolaceum (P.D. Orton 1960) Hesler 1967
- Kaiser-Zärtling – Entoloma viiduense Noordeloos & Liiv 1992

#### StirpsCyanulum
Im Stirps Cyanulum befinden sich Arten mit Fruchtkörpern, die einen blauen Hut und Stiel haben. Der Hut ist normalerweise vom Rand bis zur Mitte durchscheinend gerieft und im Zentrum mit schmalen Schüppchen besetzt, ansonsten faserig bis glatt strukturiert. Die Lamellen haben entweder sterile oder fertile Schneiden.
- Blaugestreifter Zärtling – Entoloma caesiellum Noordeloos & Wölfel 1995
- Bläulicher Zwerg-Zärtling – Entoloma cyanulum (Lasch 1829 : Fries 1832) Noordeloos 1984
  - Entoloma cyanulum var. roseolum Noordeloos & Sullock-Enzlin 2004
- Braunentfärbender Zärtling – Entoloma pseudocoelestinum Arnolds 1983

#### StirpsExile
Die Fruchtkörper dieser Gruppe haben blass gräuliche, gelbliche oder fast weiße Hutfarben, häufig mit ziemlich deutlich abgegrenztem Zentrum oder jung vollständig dunkelfarbig. Die zunächst weißlichen Lamellen sind später hell rosa gefärbt. Der polierte Stiel zeigt eine blau-graue oder stahlgraue, manchmal auch grünliche oder blau-grüne Färbung, aber nie lebendig grüne oder gelb-grüne Farben.
- Olivstieliger Zärtling – Entoloma chloropolium (Fries 1863) M.M. Moser 1980
  - Entoloma chloropolium f. aberrans E. Ludwig 2007
- Dünnstieliger Zärtling – Entoloma exile (Fries 1818 : Fries 1821) Hesler 1967
  - Entoloma exile var. fertile Noordeloos, Wölfel & Hausknecht 1995
  - Entoloma exile var. pyrospilum (P.D. Orton 1960) Noordeloos 1985
- Entoloma violaceoviride Arnolds & Noordeloos 2004

#### StirpsFormosum

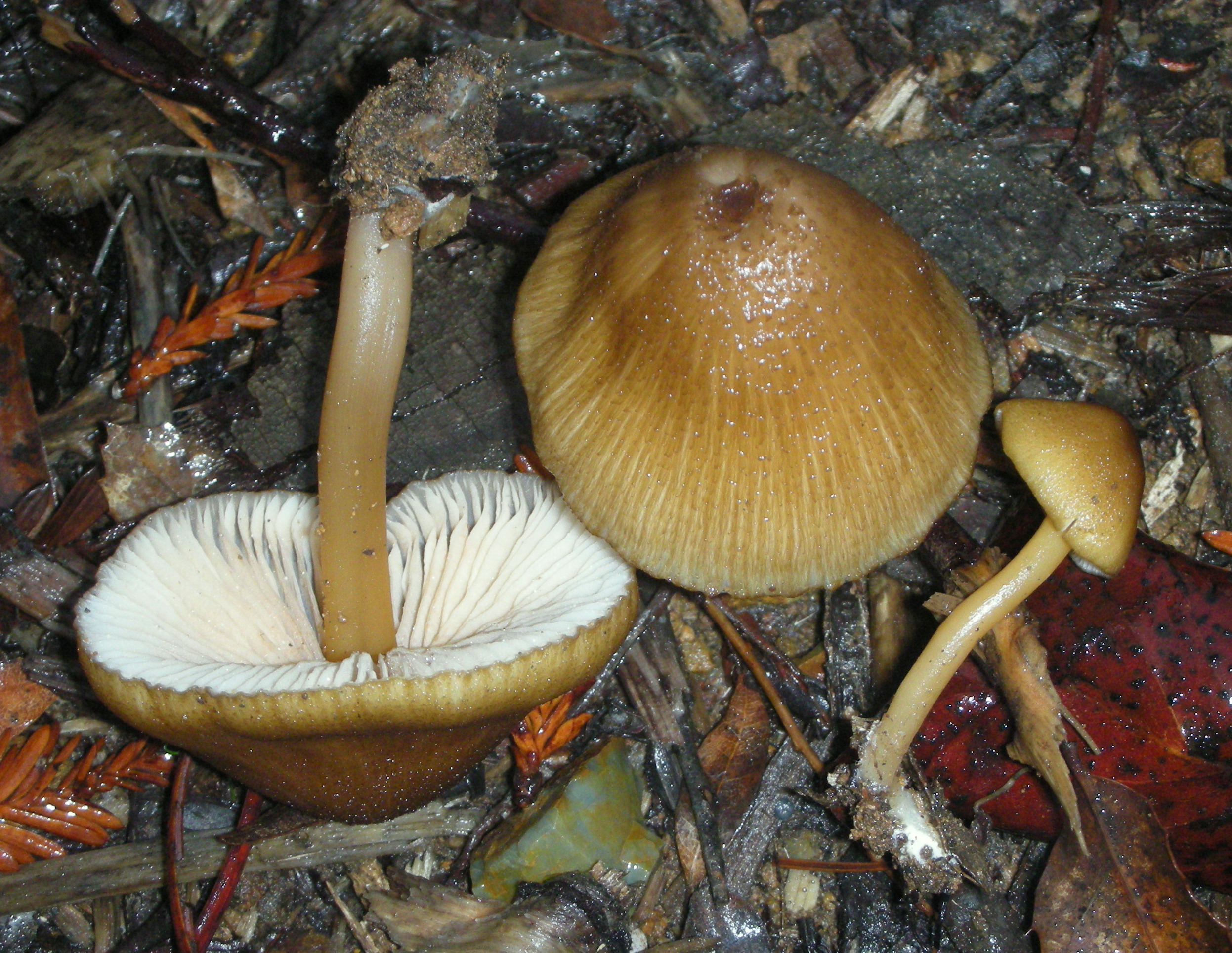
Rosthütiger Zärtling
(Entoloma formosum)

Typisch im Stirps Formosum sind Fruchtkörper, deren Hut und Stiel gelb, gel-braun oder rot-braun gefärbt sind. Der Stiel ist poliert.
- Rosthütiger Zärtling – Entoloma formosum (Fries 1821 : Fries 1821) Noordeloos 1985
- Rotbrauner Moor-Rötling – Entoloma sphagnorum (Romagnesi & J. Favre 1938) Bon & Courtecuisse 1987
- Goldstiel-Zärtling – Entoloma xanthochroum (P.D. Orton 1964) Noordeloos 1985

#### StirpsGriseoviridulum
Im Stirps Griseoviridulum befinden sich Arten, deren Fruchtkörper einen blau-grünen Stiel mit einer faserigen Oberfläche haben. Die Lamellenschneiden sind wie im Stirps Serrulatum steril, besitzen aber keine Pigmentierung.
- Entoloma griseoviridulum Courtecuisse 1993

#### StirpsIanthinomeleagris
Die Fruchtkörper dieser Gruppe besitzen deutlich faserig radial-streifige Hüte mit Reihen aus winzigen grauen Schuppen auf violett-braunem Untergrund. Cheilozystiden fehlen oder sind zwischen den Basidien eingestreut. 
- Perlhuhn-Zärtling – Entoloma ianthinomeleagris Courtecuisse 1993

#### StirpsIncanum

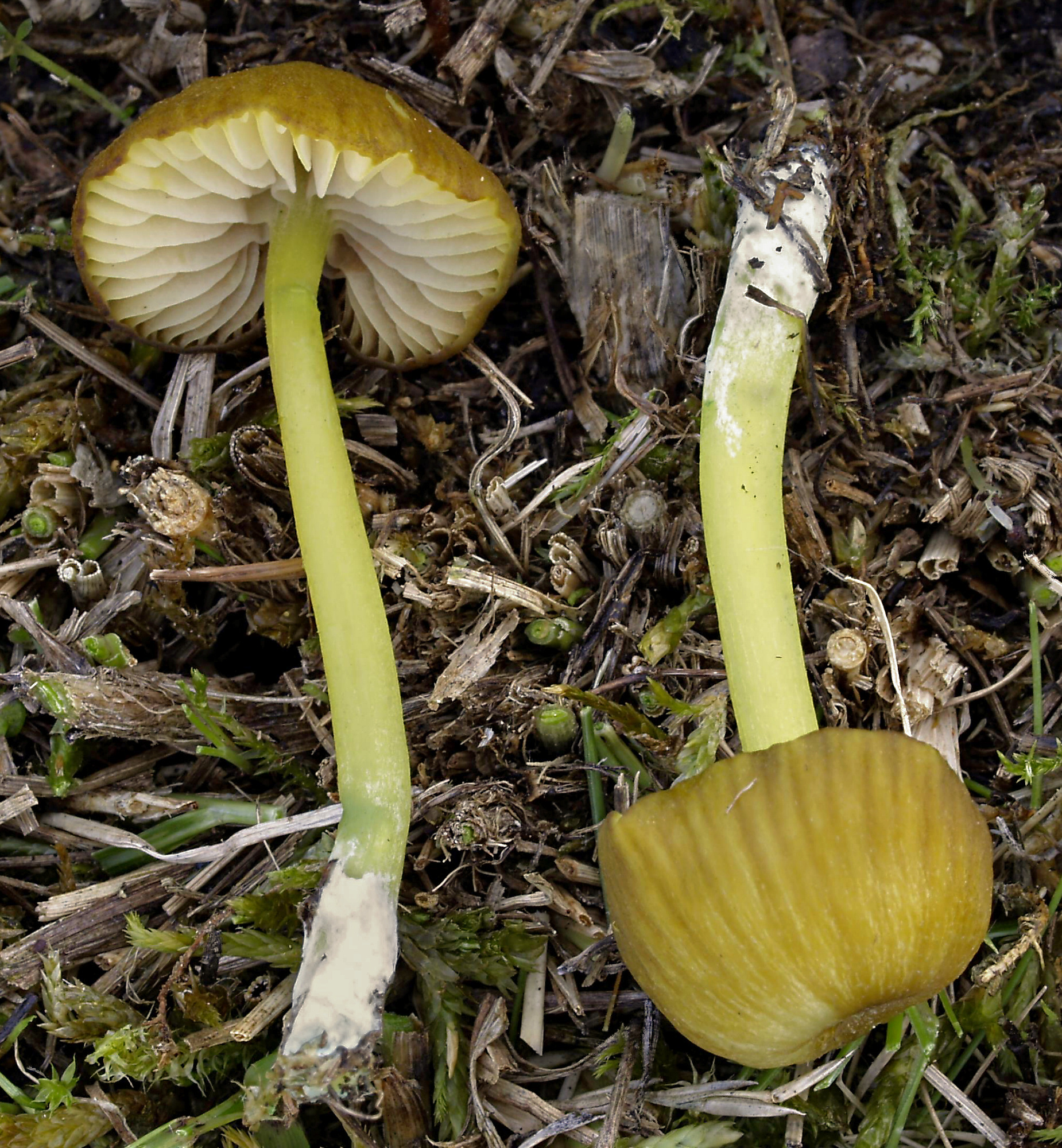
Braungrüner Zärtling
(Entoloma incanum)

Der Stirps Incanum umfasst Arten mit Fruchtkörpern, deren Stiel und häufig auch deren Hut Farbtöne von gelb bis oliv aufweisen. Markant ist das bei Quetschung blau-grün verfärbende Fleisch, vor allem im Stiel.
- Braungrüner Zärtling – Entoloma incanum (Fries 1821 : Fries 1821) Hesler 1967

#### StirpsLeochromus

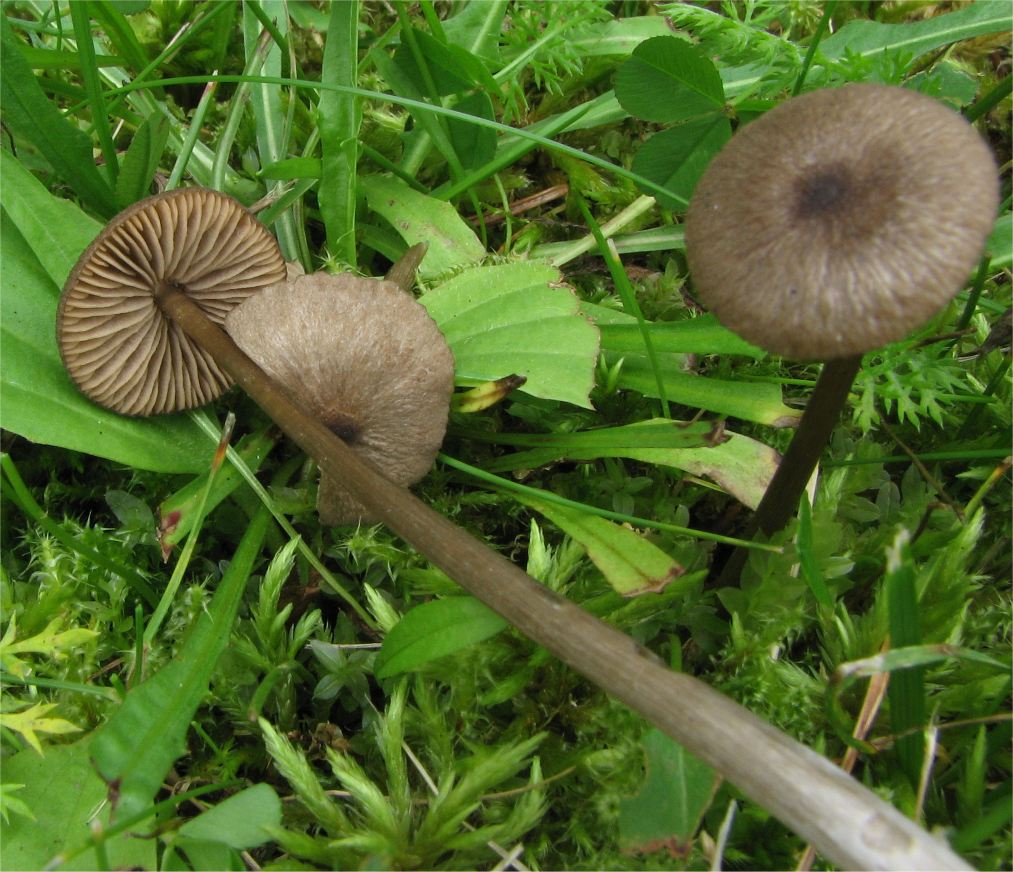
Löwenfarbiger Rötling
(Entoloma cf. leochromus)

Der Stirps Leochromus enthält Arten mit gelblich-grauen Fruchtkörpern, deren Hut weder hygrophan noch durchscheinend gerieft ist.
- Löwenfarbiger Rötling – Entoloma leochromus Noordeloos & Liiv 1992
  - Entoloma leochromus var. obscurum Noordeloos & Prüfert 2004

#### StirpsOchromicaceum
- Ockerglimmeriger Zärtling – Entoloma ochromicaceum Noordeloos & Liiv 1992
- Entoloma odoratum Noordeloos & Hausknecht 2002
- Entoloma rosemariae Wölfel & Noordeloos 2001

#### StirpsPorphyrofibrillum
Markant an den Fruchtkörpern dieser Gruppe sind porphyrfarbene Hüte und Stiele mit einer faserig-schuppigen Oberfläche.
- Porphyrfaseriger Rötling – Entoloma porphyrofibrillum Noordeloos 1984

#### StirpsPrunicolor
Der Stirps Prunicolor beinhaltet Arten mit Fruchtkörpern, deren Hut dunkel grau-violett mit einer karminroten Mitte gefärbt ist. Die Schneiden sind wie die Lamellenflächen gefärbt.
- Pflaumenfarbiger Zärtling – Entoloma prunicolor Örstadius & A. Rydberg 2004

#### StirpsQueletii

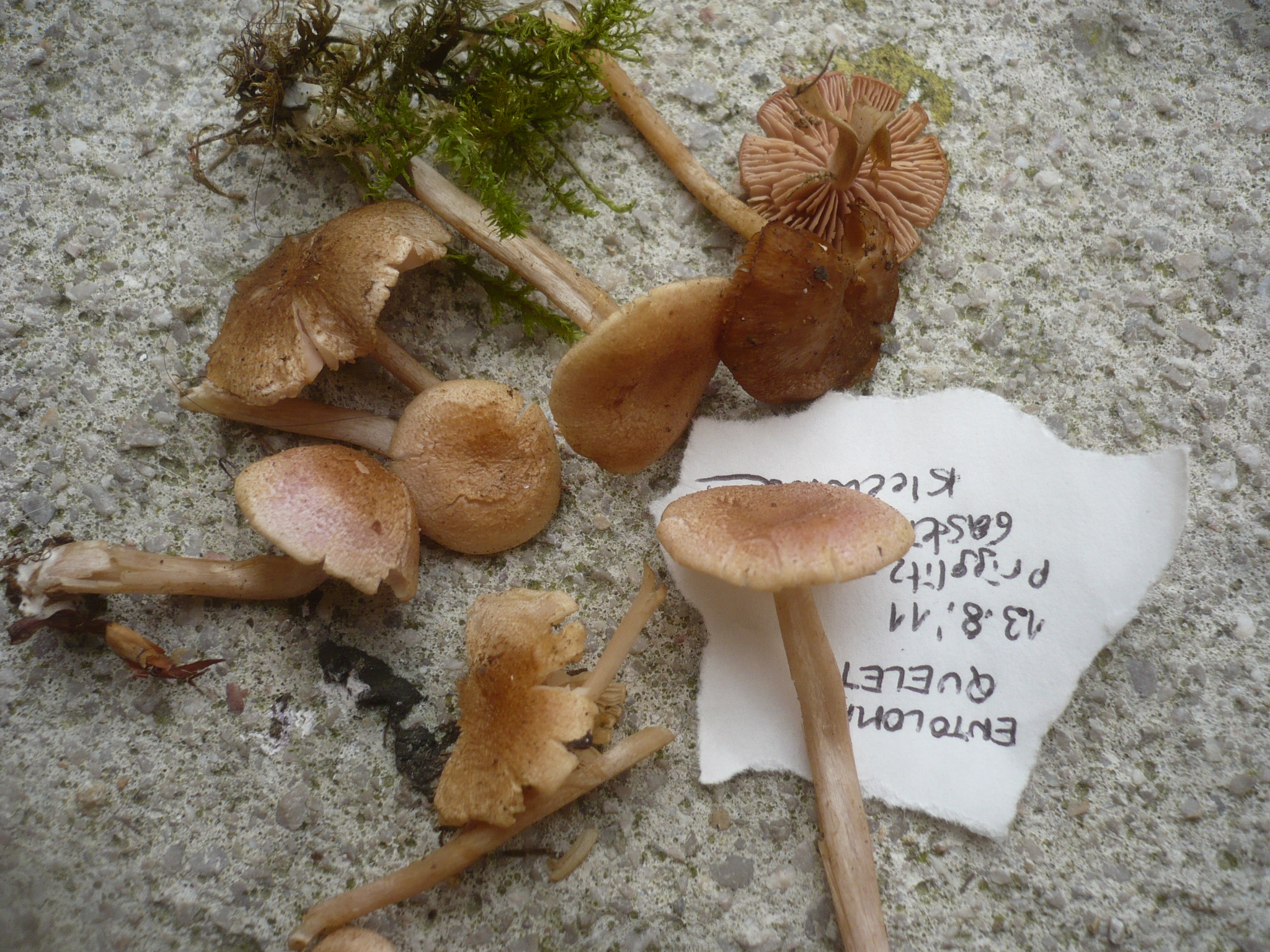
Rosaflockiger Zärtling
(Entoloma queletii)

Der Stirps Queletii beinhaltet Fruchtkörper mit ocker gefärbtem Hut. Junge und frische Exemplare weisen oftmals violett-rosa Töne auf. Cheilozystiden sind vorhanden.
- Goldschuppiger Zärtling – Entoloma kervernii (De Guernisac 1876) M.M. Moser 1978
- Rosaflockiger Zärtling – Entoloma queletii (Boudier 1877) Noordeloos 1983

#### StirpsRoseotinctum
Im Stirps Ursulae sind Arten mit Fruchtkörpern gruppiert, deren Hut gräulich pink gefärbt ist und keine Riefung aufweist. Der Stiel ist grau und poliert.
- Rosaangehauchter Zärtling – Entoloma roseotinctum Noordeloos & Liiv 1992

#### StirpsRoseum

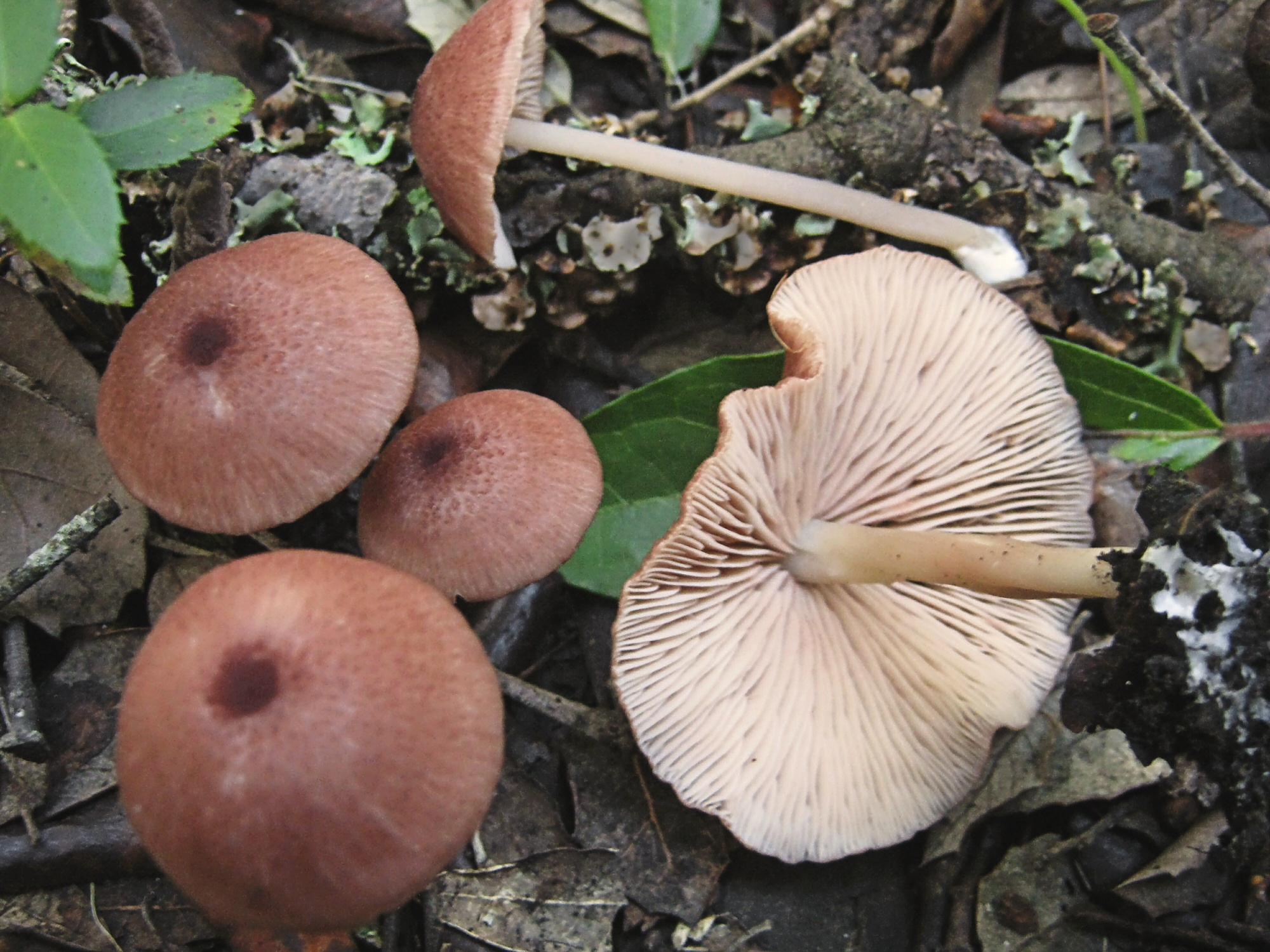
Rosa Zärtling
Entoloma roseum

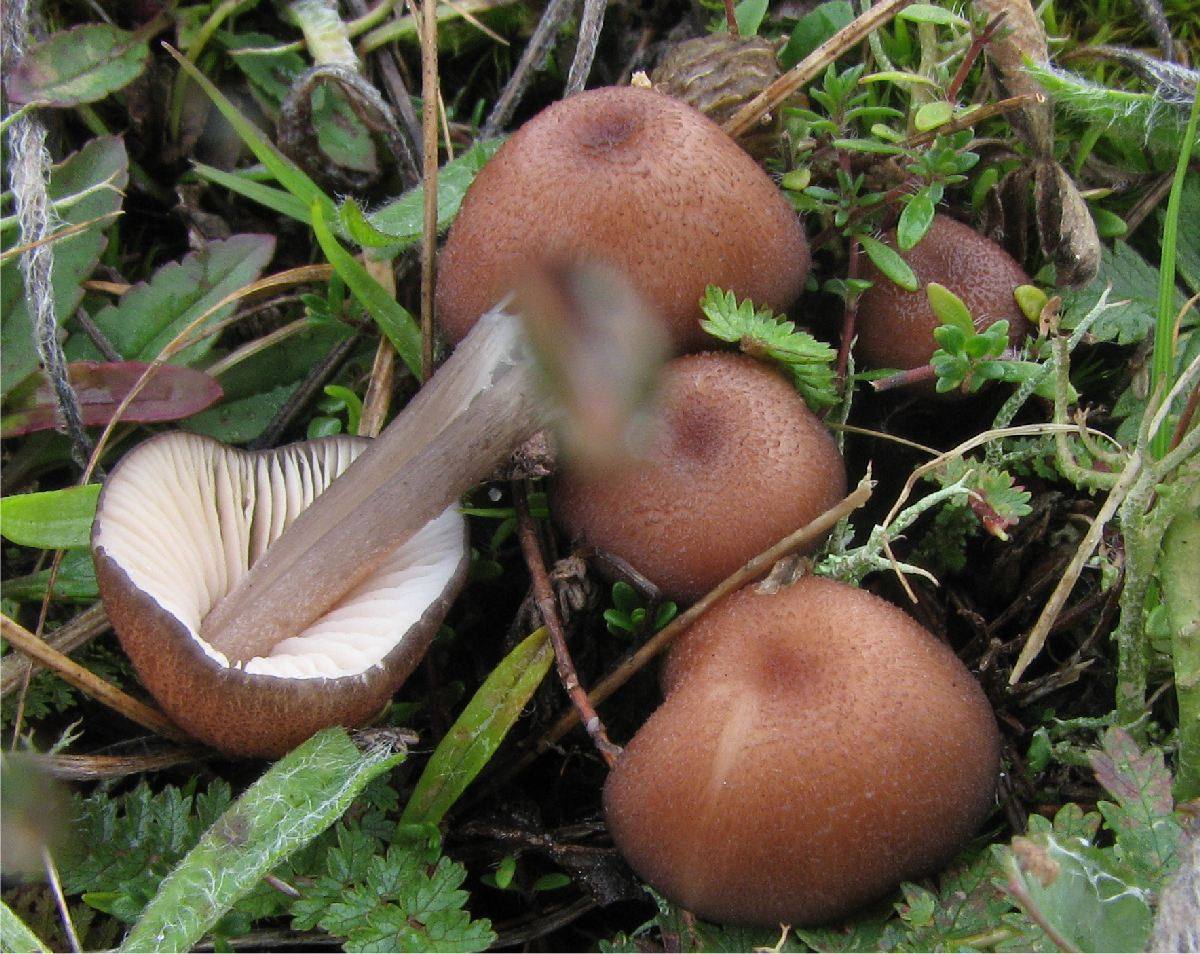
Amethyst-Rötling
(Entoloma roseum var. catalaunicum)

Der Stirps Roseum enthält Arten mit Fruchtkörpern, deren Hut und manchmal auch Stiel eine rosa Farbe haben. Der Hut ist durchscheinend gerieft und der Stiel zeigt eine polierte Oberfläche.
- Veilchenfarbener Zärtling – Entoloma ianthinum (Romagnesi & J. Favre 1938) Noordeloos 1982
- Reinwalds Rötling – Entoloma reinwaldii Noordeloos & Hausknecht 2000
- Rosa Zärtling – Entoloma roseum (Longyear 1902) Hesler 1967
  - Amethyst-Rötling – Entoloma roseum var. catalaunicum (Singer 1936) E. Ludwig 2007

#### StirpsRufocarneum
Im Stirps Rufocarneum sind Fruchtkörper mit rotem, ungeriefen Hut sowie rotem, polierten Stiel organisiert. Zystiden an den Lamellenschneiden fehlen.
- Ziegelroter Zärtling – Entoloma rufocarneum (Berkeley 1836) Noordeloos 1985

#### StirpsSarcitulum

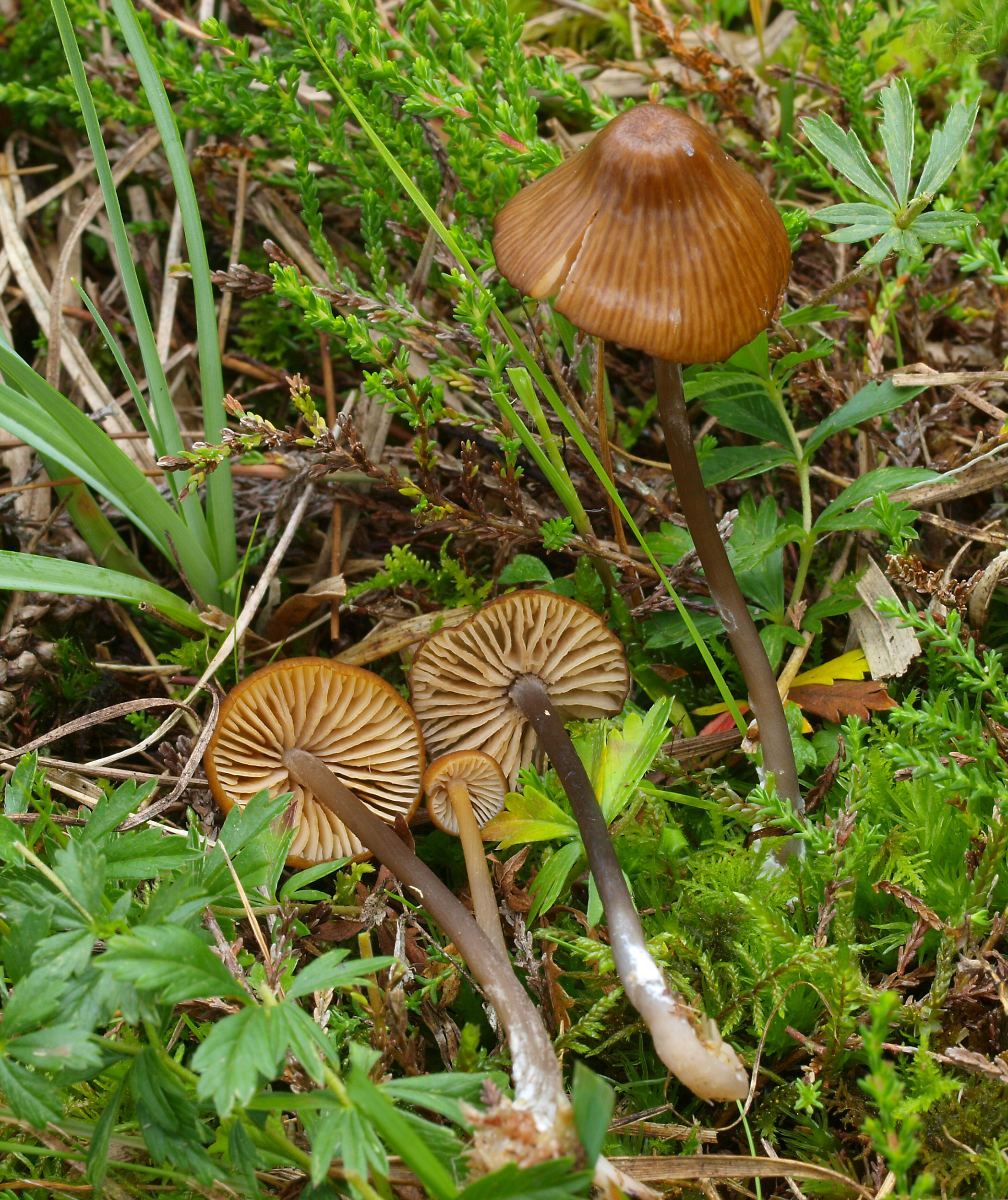
Gelbbrauner Zärtling
(Entoloma longistriatum)

Der Stirps Sarcitulum umfasst Fruchtkörper mit düster gelbem, gelblich-grauem oder gelblich-braunem Hut und Stiel, die jedoch nie so freudig gefärbt sind wie beispielsweise im Stirps Formosum. Der Hut ist in der Regel schwach hygrophan und durchscheinend gerieft, der Stiel poliert.
- Schwarzschneidiger Zärtling – Entoloma atromarginatum (Romagnesi & J. Favre 1938) Zschieschang 1984
- Entoloma caliginosum (Romagnesi & J. Favre 1938) Bon & Courtecuisse 1987
- Gelbbrauner Zärtling – Entoloma longistriatum (Peck 1911) Noordeloos 1988
  - Entoloma longistriatum var. microsporum (Noordeloos 1985) Noordeloos 1988
  - Entoloma longistriatum var. sarcitulum (P.D. Orton 1960) Noordeloos 1988

#### StirpsScabropellis
Kennzeichnend für den Stirps Scabropellis sind Fruchtkörper mit einer fein- bis sparrig schuppigen Hutoberfläche, die aus grau-braunen Schüppchen auf weitaus blasserem Untergrund besteht. Der Stiel ist stark weißlich befasert. Die Lamellenschneiden sind fertil – Cheilozystiden fehlen. 
- Schrundiger Zärtling – Entoloma scabropellis Noordeloos 1984

#### StirpsSerrulatum

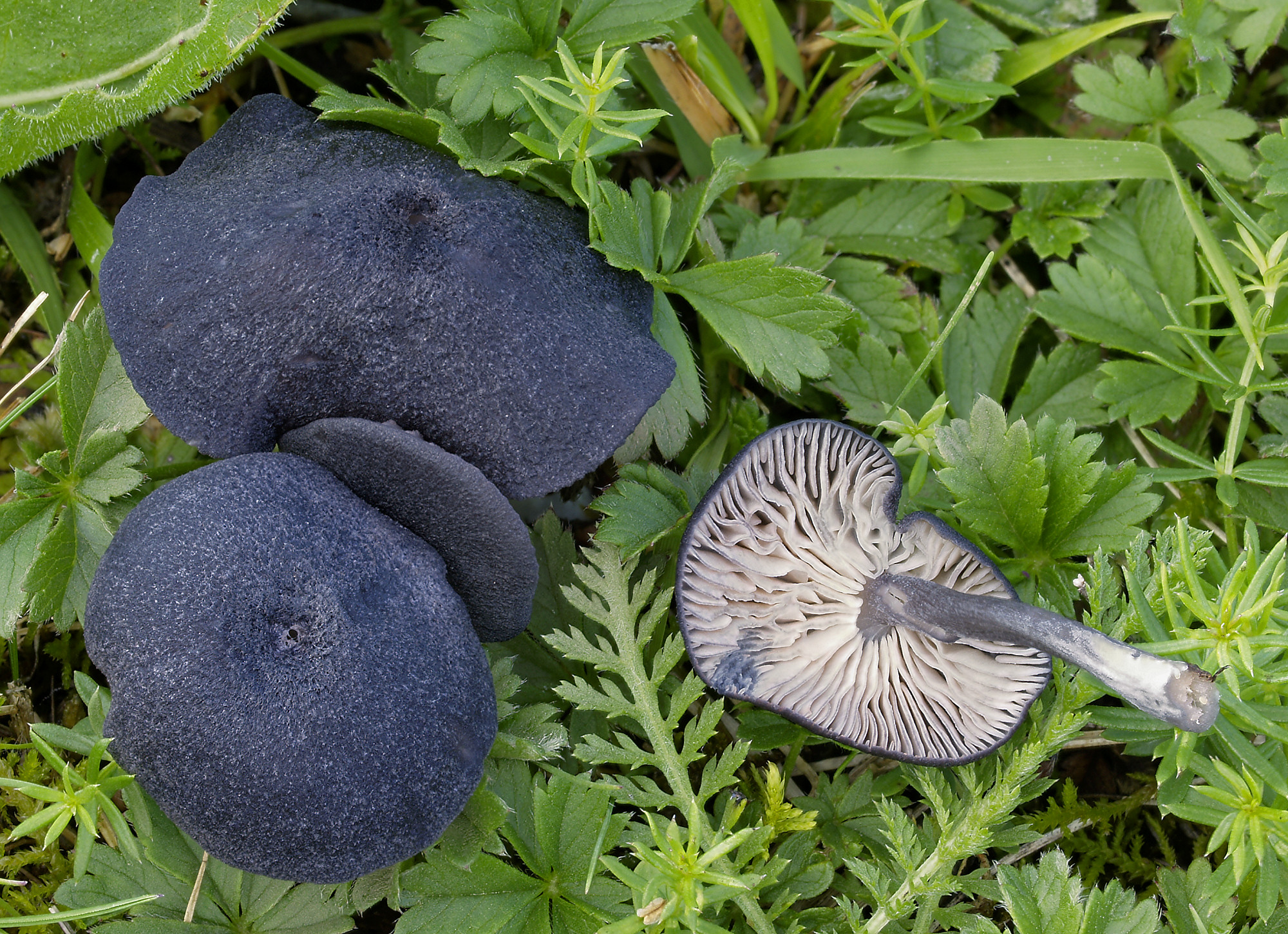
Gesägtblättriger Zärtling
(Entoloma serrulatum)

Die Arten dieses Stirps bilden in der Untergattung Leptonia aufgrund der besonders strukturierten Lamellenschneiden eine gut kenntliche Gruppe. Entlang der Schneide verläuft ein Strang steriler Hyphen, der in dichten Büscheln häufig verketteter Endzellen mündet. Die Endzellen sind aufgeblasen und in der Regel mit einem blauen, braunen oder schwarzen, intrazellulären Pigment gefüllt. Es gibt einige Arten in dieser Gruppe, die hauptsächlich durch die Farben der Fruchtkörper voneinander getrennt werden. Der Stirps Serrulatum ist möglicherweise eine interessante Gruppe, um mit molekularen Methoden die spezifischen Grenzen auszuloten.
- Entoloma brunneoserrulatum Eyssartier & Noordeloos 2002
- Blaugesäumter Zärtling – Entoloma caesiocinctum (Kühner 1954) Noordeloos 1982
- Entoloma callirhodon Hausknecht & Noordeloos 1999
- Fleischgrauer Rötling – Entoloma carneogriseum (Berkeley & Broome 1865) Noordeloos 1987
- Entoloma gomerense Wölfel & Noordeloos 2001
- Entoloma linkii (Fries 1818 : Fries 1821) Noordeloos 1982
- Blaugrüner Zärtling – Entoloma querquedula (Romagnesi 1954) Noordeloos 1982
- Gesägtblättriger Zärtling – Entoloma serrulatum (Fries 1818 : Fries 1821) Hesler 1967
  - Entoloma serrulatum f. nigrovenosum Courtecuisse 1993
- Entoloma violaceoserrulatum Noordeloos 2004
- Entoloma xanthoserrulatum Noordeloos & Vauras 2004

#### StirpsTurci
Charakteristisch für den Stirps Turci sind Fruchtkörper mit ziemlich dunkelbraunem Hut und Stiel und normalerweise grauen oder roten Tönen, aber stets ohne freudige Farben. Der Hut ist nicht hygrophan, nicht oder nur schwach durchscheinend gerieft und besitzt zumindest im jungen Alter eine sehr fein filzige oder schuppige Oberfläche. Der polierte oder fein faserige Stiel hat eine grau-braune oder gelb-grau Farbe.
- Schuppiger Nabel-Rötling – Entoloma pseudoturci Noordeloos 1984
- Rötender Zärtling – Entoloma turci (Bresadola 1884) M.M. Moser 1978

#### StirpsUrsulae
Im Stirps Roseotinctum befinden sich Arten mit Fruchtkörpern, deren Hut violettlich-blaue Schuppen auf pinkem Untergrund besitzen. Die Lamellenschneiden sind violettlich-pink und der Stiel stahlblau gefärbt. Der weißlich befaserte Stiel verkahlt im Alter und sieht dann poliert aus.
Schönstieliger Zärtling – Entoloma ursulae Noordeloos, Wölfel & A. Hausknecht 1995

### SektionGriseorubida
Die Arten der Sektion Griseorubida zeigen Fruchtkörper, deren Hutdeckschicht aus einer Cutis mit Übergang zu einem Trichoderm aus aufgeblasenen Elementen bestehen. Das Pigment ist intrazellulär. Cheilozystiden sind häufig vorhanden und dann voluminös. Es gibt zwei Untersektionen: Griseorubida mit über 10 µm langen Sporen und manchmal spindeligen oder flaschenförmigen Cheilozystiden sowie Parvisporae mit weniger als 10 µm langen Sporen und – sofern vorhanden – meist keuligen bis kugeligen Cheilozystiden.

#### UntersektionGriseorubida
- Entoloma calaminare Noordeloos 1984
- Buntgestreifter Zärtling – Entoloma cocles (Fries 1838) Noordeloos 1981
- Graugelber Zärtling – Entoloma griseoxanthopus Courtecuisse 1993
- Olivhütiger Zärtling – Entoloma indutoides (P.D. Orton 1960) Noordeloos 1984
  - Grauroter Zärtling – Entoloma indutoides var. griseorubidum (Kühner 1953 ex Noordeloos 1984) Noordeloos, Wölfel & A. Hausknecht 1995
    - Entoloma indutoides f. anserolens (Eyssartier & Hermitte 2003) Noordeloos 2004

  - Entoloma indutoides var. pleurocystidiatum Noordeloos, Wölfel & A. Hausknecht 1995

#### UntersektionParvispora
- Ranziger Zärtling – Entoloma farinasprinellum Arnolds 1983
- Entoloma moguntinum Noordeloos & Prüfert 2004
- Olivfarbener Zärtling – Entoloma olivaceotinctum Noordeloos 1985
- Entoloma riofriense Esteve-Raventós & Noordeloos 2004
- Graublättriger Glöckling – Entoloma sordidolamellatum Noordeloos & Enderle 1995
- Dattelbrauner Zärtling – Entoloma weholtii Noordeloos 1987
  - Gelbglänzender Zärtling – Entoloma weholtii var. politoflavipes (Noordeloos & Liiv 1992) E. Ludwig 2007

### SektionLeptonia

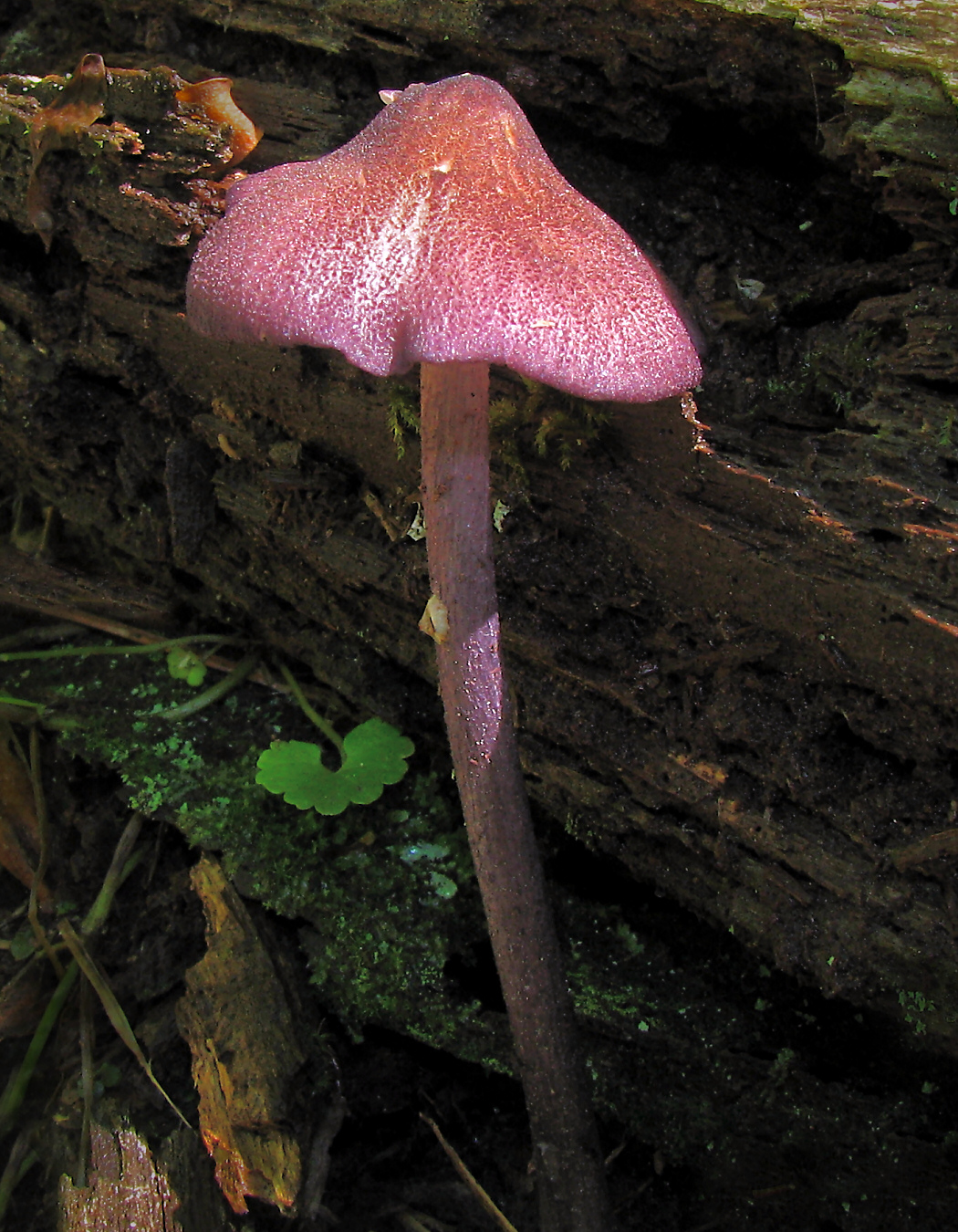
Lilastieliger Zärtling
(Entoloma cf. allochroum)

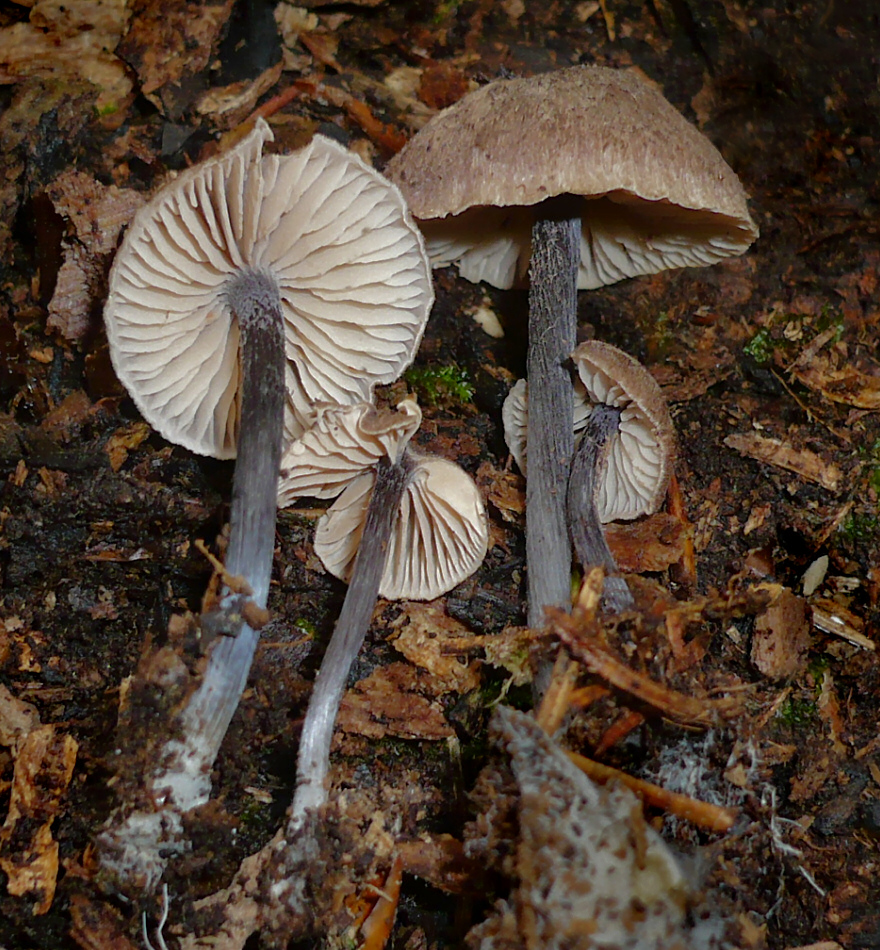
Zweifarbiger Zärtling
(Entoloma dichroum)

Charakteristisch für die Sektion Leptonia sind Fruchtkörper mit einer Huthaut, die aus einer Cutis mit Übergängen zu einem Trichoderm besteht. Sie ist aus langen, septierten Hyphen mit aufgeblasenen Endzellen aufgebaut. Der Stiel besitzt häufig eine faserige bis schuppige Oberfläche. Die Hyphensepten weisen Schnallen auf.
- Lilastieliger Zärtling – Entoloma allochroum Noordeloos 1982
- Erlen-Zärtling – Entoloma alnetorum Monthoux & Röllin 1988
- Duftender Zärtling – Entoloma austriacum Courtecuisse 1993
- Trockenrasen-Rötling – Entoloma beyeri Noordeloos & Wölfel 1995
- Zystidenloser Blaustiel-Zärtling – Entoloma callichroum Horak & Noordeloos 1983
- Violettschuppiger Rötling – Entoloma cedretorum (Romagnesi & Riousset 1976) Noordeloos 1982
- Entoloma chytrophilum Wölfel, Noordeloos & Dähncke 2001
- Himmelblauer Rötling – Entoloma coelestinum (Fries 1838) Hesler 1967
- Zweifarbiger Zärtling – Entoloma dichroum (Persoon 1801 : Fries 1821) P. Kummer 1871
  - Entoloma dichroum var. leptosporum E. Ludwig & Noordeloos 2007
- Veilchen-Zärtling – Entoloma euchroum (Persoon 1801 : Fries 1821) Donk 1949
- Entoloma insidiosum Noordeloos 1987
- Kleiner Wacholder-Rötling – Entoloma juniperinum Barkman & Noordeloos 1986
- Wiener Rötling – Entoloma klofacianum Noordeloos, Wölfel & Hausknecht 1995
- Braunblauer Zärtling – Entoloma lampropus (Fries 1815 : Fries 1821) Hesler 1967 (beschrieben als Entoloma lampropum)
  - Entoloma lampropus var. monticola Noordeloos 2004
- Blauschwarzer Zärtling – Entoloma lepidissimum (Svrček 1964) Noordeloos 1982
- Entoloma lidbergii Noordeloos 1994
- Buchenholz-Zärtling – Entoloma placidum (Fries 1818 : Fries 1821) Noordeloos 1981
- Violettstieliger Zärtling – Entoloma tjallingiorum Noordeloos 1982
- Violettgezonter Zärtling – Entoloma violaceozonatum Noordeloos & Liiv 1992
- Großsporiger Rötling – Entoloma wynnei (Berkeley & Broome 1873) Saccardo 1887

### SektionRhamphocystotae
Die Sektion Rhamphocystotae umfasst Fruchtkörper mit Schnallen an den Hypensepten. An den Lamellenschneiden befinden sich keulig-geschnabelte bis spindelige oder flaschenförmige Cheilozystiden, häufig mit lichtbrechendem Inhalt.
- Schnabelzystiden-Zärtling – Entoloma rhynchocystidiatum Noordeloos & Liiv 1992
- Himmelblauer Zärtling – Entoloma uranochroum Hausknecht & Noordeloos 1999